# Taphrina populina
Taphrina populina Fr. – gatunek grzybów z klasy szpetczaków (Taphrinomycetes). Grzyb mikroskopijny, pasożyt topoli, wywołujący grzybową chorobę o nazwie zewnętrzniak złoty.

## Systematyka i nazewnictwo
Pozycja w klasyfikacji według Index Fungorum: Taphrina, Taphrinaceae, Taphrinales, Taphrinomycetidae, Taphrinomycetes, Taphrinomycotina, Ascomycota, Fungi.
Po raz pierwszy opisał go w 1926 r. Elias Fries. Synonimy:
- Ascomyces aureus (Pers.) Magnus 1875
- Ascomyces trientalis var. aureus (Pers.) Quél. 1886
- Erineum aureum Pers. 1801
- Exoascus aureus (Pers.) Sadeb. 1883
- Lalaria populina R.T. Moore 1990
- Taphrina aurea (Pers.) Fr. 1815[3].

## Morfologia
Grzybnia Taphrina populina rozwija się między komórkami żywiciela i pod jego skórką. Strzępki cienkie, wydłużone i podzielone warstwowymi przegrodami, które wydają się składać z kilku pasm. W obszarze między naskórkiem a komórkami strzępki zwiększają swoje wymiary, ulegają silnemu pogrubieniu i rozpadowi na bezkształtne, później jajowate, grubościenne komórki workotwórcze. Komórki te wydłużają się i tworzą worki. Worki są dwukomórkowe, cylindryczne, górą zaokrąglone, z wąską podstawą, przyczepione do komórek gospodarza resztkami strzępek. Mają zmiennego kształtu trzonek, często trójkątny klinowaty lub tępy. Worki mają wymiary 55-85 × 10-22, najczęściej 65-70 × 15-17 µm i wypełnia je złocistożółta epiplazma. Trzonki worków mają średnicę od 2,5 do 10 µm, najczęściej 5-7,5-13-15 µm. W workach jest 8 askospor. Są okrągłe lub elipsoidalne 4-6 × 3-4 µm. Pączkują od razu, wypełniając worek licznymi blastosporami. Worki wykazują zmienność wielkości i formy na różnych gatunkach żywicieli topoli i mogą być na trzonkach lub beztrzonkowe.

## Występowanie
Znane jest występowanie Taphrina populina głównie w Europie, Ameryce Północnej (USA i Kanada), azjatyckich terenach Rosji i na Nowej Zelandii. Podano także stanowiska w Republice Południowej Afryki i południowym wybrzeżu Australii. Na Słowacji podano liczne stanowiska, ale na części tych stanowisk w ostatnich latach grzyb nie został znaleziony. Przyczyną zmniejszania się jego populacji mogą być zmiany klimatu w
tych regionach w ciągu ostatnich 90 lat, takie jak malejące opady atmosferyczne i zmniejszająca się wilgotność gleby, globalne ocieplenie – efekt cieplarniany i inne zmiany. W piśmiennictwie naukowym na terenie Polski do 2008 r. podano co najmniej 6 stanowisk.
Występuje na różnych gatunkach topoli, ale w Polsce najczęściej notowany na topoli kanadyjskiej (topola euramerykańska Populus × canadensis).